# Sicard de Benevent
Sicard fou príncep de Benevent, fill i successor (tardor del 832) de Sicó I.
Fou associat pel seu pare a les tasques del govern i quan va pujar al tron sol va continuar la política paterna. Va fer tancar a un monestir al seu parent Maió fill d'Azzó (casat amb Sikelenda, germana de Sicard), i va fer estrangular a l'abat Alfà (que Sicó li havia posat al costat) a proposta del seu referendari Rofrid; finalment va enviar a l'exili al seu germà Siconulf.
Sicard estava casat amb Adelchisa, filla de Daulier el Xerraire i tenia cinc germans o germanes, dels quals, a més de Sikelenda, cal esmentar a Siconulf de Salern (dels altres no es coneix el nom: una era l'esposa de Ursus, gastald de Conza; una altra era l'esposa de Radelmond gastald d'Aceranza i una altra va deixar dues filles)
El ducat de Nàpols va refusar pagar el tribut i la guerra es va reprendre; però els llombards, acampats a la plana de Pompeia, van haver de recular atacats per un contingent sarraí cridat pel cònsol napolità Andreu. Quan els sarraïns van reembarcar, Sicard va renovar l'atac i va conquerir Amalfi, assetjant Sorrento, de la que no va aconseguir la conquesta. Llavors els napolitans va cridar a Lotari I, i aquest va enviar al comte Gontard amb l'encàrrec d'impedir el projecte de conquesta de Sicard. Abans de poder intervenir efectivament, Sicard fou assassinat per un dels seus "fideles" de nom Adelfier, el que va posar final de facto de la guerra, tot i que Andreu, per temor a nous plans beneventins, va intentar retenir al ducat a Gontard al que va oferir la mà de la seva filla Eupràxia que el comte va acceptar, però després es van acabar barallant i Gontard va fer assassinar Andreu per acabar mort a mans dels napolitans revoltats.
La noblesa llombarda va escollir com a nou príncep de Benevent al tresorer Radelchis. Lluís el Pietós el va acceptar. Siconulf, el germà de Sicard, es va proclamar príncep a Salern.